# 吉田長三郎
吉田 長三郎（よしだ ちょうざぶろう、1877年3月17日 - 没年不明）は二代目・田中長兵衛の実弟。兄を補佐し田中鉱山の取締役を務めた。

## 来歴
官省御用達商人として軍への糧食や鉄材の調達を担っていた田中長兵衛の三男として1877年（明治10年）3月、後の東京府京橋区に生まれる。長兄の安太郎とは19歳、三姉・きちとも11歳離れた末っ子で、母・みなの実家である吉田家を継いで吉田長三郎を名乗った。慶應義塾幼稚舎より高等科に進み、1897年（明治30年）に卒業。生家田中家の家業である鉱山業に携わる。1901年（明治34年）11月に実父・長兵衛が死去すると兄の安太郎が家督を相続し二代目・長兵衛を襲名した。長三郎は1904年（明治37年）からその翌年にかけ行われた日露戦争で出征。陸軍第一師団所属の二等主計（中尉相当）として従軍し、従六位及び勲六等を叙勲。予備役となった後は帝国在郷軍人会京橋区分会の評議員を務めた。明治末期頃の長三郎は深川区冬木町にあった精米所（田中商店支店）の責任者も務めている。
1917年（大正6年）4月、それまで長兵衛の個人経営だった田中商店が株式会社化。田中鉱山株式会社となり、長三郎は監査役に就任。2年後の1919年には取締役に就任する。八幡製鉄所に先駆け日本で初めて大規模製鉄所を成功させ、一時は国内鉄生産量の過半数を占めた田中家の鉱山製鉄事業だったが、戦後恐慌や関東大震災など様々な要因で負債が重なり1924年（大正13年）3月に三井鉱山に経営移譲。同月9日には実兄である二代目長兵衛が満65歳で病没した。同年、三井鉱山の牧田環を会長として釜石鉱山株式会社が設立。旧田中鉱山の経営陣からは常務取締役に工学博士の香村小録、取締役に田中長一郎、監査役に横山虎雄が選任された。なお、1928年7月に田中と横山が任期を終え役員から退くが、その際に長三郎を含む田中系の株主（香村除く）は皆株を手放したと思われる。
1930年（昭和5年）三男の勇吉が渡米しサウスダコタ州立大学へ進学。同年、四男の康吉を子供に恵まれなかった横山長次郎の養子とする。この頃長次郎は参松合資会社を経営しており、長三郎は1932年（昭和7年）に設立された関連会社・株式会社三松商店の監査役を務めた。横山家に入った康吉は安川第五郎の長女・敏子を妻とし、1941年（昭和16年）に長男・久一が誕生。長次郎没後は参松の社長を長く務めた。
1923年（大正12年）9月の関東大震災以降、芝区三田の田中長兵衛邸（後の消防庁第一方面本部）を住まいとしていた長三郎だが、晩年（遅くとも1942年までに）は渋谷区氷川町五八に移っている。

## 家族
- 妻・うた（1884年生）は東京府・森實の叔母[6]。
- 長男・正（マサシ、1904年10月16日生）は東京帝国大学経済学部及び日本音楽学校を卒業[23]。東北帝国大学及び日本音楽学校の講師、またバリトン歌手として活動した[24]。井上織子、岩村和雄に師事。女性合唱団を主催し、エロイーズ・カニングハムの妹・ドリスも参加[25]。第二次大戦後は国際音楽学校で教鞭をとる[26]。
- 二男・健吉（1908年5月23日生）は1934年に京都帝国大学経済学部を卒業[27]。絹織物の輸出や馬牛の輸入などを手掛ける商社、野澤組で畜産部長[28][29]を、冷凍機器取扱いの木下工業で監査役を務めた[30]。日本家畜輸出入協議会理事長[31]。
- 三男・勇吉（1911年生）は米国サウスダコタ州立大学卒。4年間の米国滞在を経て1934年（昭和9年）に帰国し、その後も現地で使っていた通称名・リカルドを名乗った[14]。農林省通訳官。
- 四男・康吉（1913年生）は横山長次郎の養子となり慶應義塾へ進学。米国ボストン・カレッジ卒業後に参松工業を継ぐ。
- 長女・弘子（1917年生）は府立第六高等女学校卒。
- 五男・壮吉（1921年生）は昭和第一商業に在籍した[32]。
- 六男・直吉（1923年生）
- 七男・良吉（1926年生）